# Barisis-aux-Bois
Barisis-aux-Bois é uma comuna francesa na região administrativa de Altos da França, no departamento de Aisne. Estende-se por uma área de 15,11 km². Em 2010 a comuna tinha 749 habitantes (densidade: 49,6 hab./km²).